# Sveti Sava
Sveti Sava (srbsko Свети Сава/Sveti Sava) je bil srbski plemič, menih, iguman samostana Studenica, književnik, diplomat in prvi nadškof avtokefalne Srbske pravoslavne cerkve, * okoli 1174, † 14. januar 1236 (po julijanskem koledarju).
Rojen je bil kot Rastko Nemanjić, najmlajši sin velikega župana Štefana Nemanje in brat velikega kneza Vukana Nemanjića in prvega srbskega kralja Štefana Prvokronanega. 
Kot mladenič je leta 1190 ali 1191 dobil od očeta v upravljanje Zahumje. Leta 1192 je pobegnil na Sveto goro (Atos) in vstopil v ruski samostan svetega Pantelejmona, kjer je dobil ime Sava (Sabba). Leta 1198-1199 je skupaj s svojim očetom, ki je postal menih z imenom Simeon  verjetno 25. marca 1196, zgradil samostan Hilandar, prvi in edini srbski samostan na Atosu. 
V Srbiji se je leta 1202 začela državljanska vojna za oblast med sinovoma Štefana Nemanje. Po pomiritvi sta veliki župan Štefan in knez Vukan zaprosila Savo, naj ju povsem spravi. Sava se je zato na začetku leta 1208 vrnil v Srbijo. V Srbiji je poskušal svojim sonarodnjakom približati  verske in svetovne nazore in se leta 1217 vrnil na Atos. Leta 1219 je prepričal carigrajskega patriarha in nicejskega cesarja,  da sta priznala avtokefalnost (samostojnost) Srbske pravoslavne cerkve s statusom nadškofije.  Carigrajski patriarh Manuel I. je v Nikeji imenoval Savo za prvega nadškofa Srbije. Na tem položaju je ostal do leta 1233, ko ga je zamenjal Arsenije I. Sremac.
Sava je dvakrat odpotoval v Palestino. Na povratku z drugega romanja je v takratni bolgarski prestolnici Veliko Tǎrnovo 24. januarja 1236 umrl. Njegove posmrtne ostanke je njegov nečak, kralj Štefan Vladislav I., prenesel v samostan Mileševa. 
Sava je zapustil več pisnih del, zato spada med pomembne srbske srednjeveške pisce in pravnike. Njegova najpomembnejša dela so Žitije Svetog Simeona (Življenje Svetega Simeona), Karejski tipik, Hilandarski tipik in Studeniški tipik in Zakonopravilo. V Srbiji in Republiki srbski se dan njegove smrti (po novem koledarju 27. januar) praznuje kot Dan prosvete.
Savin kult je bil zelo močan, zato je turški poveljnik Sinan-paša po enem od srbskih uporov proti Osmanskemu cesarstvu, verjetno leta 1594, ukazal, da se Savini posmrtni ostanki sežgejo. Na Vračarju (Beograd), kjer je po izročilu stala grmada, zdaj stoji cerkev Svetega Save, srbska stolnica in ena največjih cerkvenih stavb.

## Življenjepis

### Mladost
Rastko (Rastislav) Nemanjić je bil rojen leta 1169 ali 1174 v Gradini, sedanji Podgorici, Črna gora. Bil je najmlajši sin velikega kneza Štefana Nemanje in Ane (Anastazije) Srbske. Imel je brata Vukana in Štefana. Nemanjevi otroci so bili deleži dobre vzgoje po bizantinskem vzoru, ker je imelo Bizantinsko cesarstvo v tedanji Srbiji velik politični, kulturni in verski vpliv.
Že zelo zgodaj (okoli 1190) je bil imenovan za kneza Huma, pokrajine med Neretvo in Dubrovnikom. Imel je svoj dvor z magnati (velmože),  visokimi uradniki in izbranimi lokalnimi plemiči. Naslov kneza ni bil zgolj časten, ampak praktična šola državne uprave. V Humu je pred njim vladal njegov stric Miroslav, ki je obdržal najmanj Polimje z Bijelim Poljem. Rastko je po dveh letih vladanja v jeseni 1192 ali malo kasneje odšel v samostan na Atos. Ker so bili atoški menihi pogosti obiskovalci srbskega dvora, se je Rastko morda ravno zaradi njihovih izkušenj odločil za odhod. Oblast v Humu je verjetno ponovno prevzel stric Miroslav.

### Atos
Po prihodu na Atos je vstopil v ruski samostan sv. Pantelejmona, kjer je dobil monaško ima Sava (Sabba).  Po izročilu je bil njegov mentor ruski menih, ki je pred tem z drugimi atoškimi menihi že obiskal srbski dvor. Iz ruskega samostana je odšel v grški samostan Vatoped, kjer je ostal sedem let in se dobro seznanil z grško teološko in cerkveno upravno literaturo. Mlada leta, ki jih je preživel na Atosu, so imela pomemben vpliv na  oblikovanje njegove osebnosti. V samostanu je tudi odkril modele, po katerih je nameraval organizirati samostansko in cerkveno življenje v Srbiji.
Oče ga je poskušal pregovoriti, naj se vrne v Srbijo.  Sava mu je na to odgovoril: "Kot krščanski suveren si dosegel vse, kar si lahko dosegel, zdaj pa pridi in se mi pridruži v pravem krščanskem življenju". Štefan Namanja je upošteval sinov nasvet. 25. marca 1196 je v Studenici sklical skupščino in odstopil. Prestol je predal srednjemu sinu Štefanu in naslednji dan skupaj z ženo Ano opravil samostanske zaobljube. Dobil je samostansko ime Simeon in do odhoda na Atos jeseni 1197 ostal v Studenici. Njegov prihod na Atos je bil prijeten tako za Savo kot za meniško skupnost, ker je bil radodaren donator. Oče in sin sta se s soglasjem igumana samostana Vatoped pozno jeseni 1197 odpravila na potovanje po Atosu, da bi se seznanila z vsemi cerkvami in svetimi mesti. 
Sveti Sava je med obiskom pri bizantinskem cesarju  Alekseju III. Angelu omenil zanemarjeni  in opuščeni samostan Hilandar in ga prosil za dovoljenje, da ga skupaj z očetom obnovita in prepustita samostanu Vatoped. Cesar mu je ustregel in Štefanu Nemanji (Simeonu) poslal posebno pismo in veliko vsoto denarja. Sava je nato zaprosil atoškega protosa za podporo, da bi samostan Hilandar postal last srbskih menihov.  Vsi atoški samostani, razen Vatopeda, so Savin predlog podprli. Julija 1198 je Aleksej III. izdal listino, s katero Savi in Simeonu (in srbskim menihom na Atosu)  ni prepustil samo samostana Hilandar, ampak tudi druge opuščene samostane v Milisu.  Obnova samostana se je  s finančno in materialno podporo velikega kneza Štefana kmalu začela. Štefan je leta 1199 objavil ustanovno listino samostana Hilandar.
Sava je leta 1200 napisal Hilandarski tipik, v katerem je določil pravila meniškega življenja v samostanu. Tipik se je zgledoval po tipiku samostana Matere Božje v Carigradu. Sava je bil tudi ktitor puščavniškega doma v Kariesu, središču atoške uprave.  Dom je bila namenjen menihom, ki so se odločili za samoto in molitev. Leta 1199 je napisal še Karejski tipik. Ob domu je zgradil kapelo, posvečeno svetemu Sabi (Sabbas), katerega ime je dobil po opravljenih samostanskih zaobljubah. Savin oče je umrl 13. februarja 1199. Po 13. aprilu 1204 je Sava dobil položaj  arhimandrita. 
Štefan Nemanja je odhodom v samostan prestol prepustil Štefanu in ne najstarejšemu sinu Vukanu. Slednji z odločitvijo ni bil zadovoljen in je s pomočjo ogrskega kralja Emerika izgnal Stefana v Bolgarijo in uzurpiral srbski prestol. Štefan se je leta 1204 vrnil z vojsko Kumanov, ki jo je dobil od bolgarskega carja Kalojana, in pregnal Vukana v Zeto. Po težavah, ki so jih po četrti križarski vojni in padcu Konstantinopla leta 1204 povzročali latinski (katoliški) škofi in kralj Solunskega kraljestva Bonifacij I. Montferraški, se je Sava pozimi 1205/1206 ali 1206/1207 vrnil v Srbijo in v samostan Studenica prenesel posmrtne ostanke svojega očeta. Med obiskom je pobotal sprta brata, s čimer je rešil državo pred nadaljevanjem politične krize. Nemanja (Simeon) je bil kanoniziran leta 1206.

## Razsvetljenstvo
Po štirinajstih letih življenja na Atosu, v katerih je pridobil obširno teološko znanje, je Sava dobil vabilo srbskega dvora, da bi "dvorjane in srbsko ljudstvo podučil o krščanskih zakonih in izročilu", se pravi da bi jih razsvetlil in izobrazil. Sava je resnično začel Srbe podučevati o krščanski morali, ljubezni in milosti in hkrati razvijal organizacijo Cerkve. Leta 1206 je postal iguman samostana Studenica in njegov neodvisen status uredil s Studeniškim tipikom. Izkoristil je kaos v Bizantinskem cesarstvu, ki je nastal po padcu Konstantiopla v četrti križarski vojni leta 1204. Okrepil vezi z Epirskim despotatom, kjer je bil sedež Ohridske nadškofije, nadrejene Srbski cerkvi, in Ekumenskim konstantinopelskim patriarhatom, ki se je preselil v Nikejo. Studeniški tipik je postal nekakšen lex specialis, ki je omogočil neodvisen položaj studeniškega samostana od Škofije Raške in Nadškofije Ohrid ("Tukaj in zato nima nihče nobene oblasti, niti škof niti kdo drug"). Kanonizacija Nemanje (Simeona) in Studeniški tipik sta bila prva koraka do samostojnosti Srbske  cerkve in povišanje srbskega kneza na položaj kralja deset let kasneje.
Leta 1217 se je arhimandrit Sava vrnil na Atos. Njegov odhod del zgodovinarjev razlaga kot upor proti bratu Štefanu, ki je sprejel kraljevsko krono iz Rima. Štefan je malo pred kronanjem  naredil velik obrat v srbski politiki, se poročil z beneško plemkinjo in zaprosil papeža za krono in moralno podporo. Rim je z ustanovitvijo Latinskega cesarstva na ruševinah Bizantinskega cesarstva zelo okrepil svojo moč na Balkanu. Štefan je po bratovem kronanju v Žiči dobil enak položaj kot drugi evropski kralji in naziv  "prvokronani (prvovenčani) kralj vseh srbskih dežel". Po Čoroviću Štefanove politike ljudstvo ni dobro sprejelo, ker se je v Srbiji že prijelo pravoslavje. Proti Štefanu se je dvignil tudi Sava, ki je bil dotlej njegov zvest pokrovitelj in glavni predstavnik pravoslavja in bizantinske cerkvene kulture v Srbiji. Sava je kljub temu, da je med Štefanovimi pogajanji z Rimom, morda kot znak protesta, zapustil Srbijo, po Stefanovem kronanju obdržal dobre stike z bratom. Na drugi strani bi Savin odhod lahko pomenil pripravo za dosego samostojnosti Srbske nadškofije. Oba Savina biografa, Domencijan in Teodozij, trdita, da je bil odhod načrtovan. Pred odhodom iz Studenice je imenoval novega igumana in "uvedel nov samostanski red in uzakonil novo cerkveno ustavo".

## Avtokefalnost in organiziranje Cerkve
Povišanje Srbije v kraljestvo po takratnem razumevanju  še ni pomenila popolne neodvisnosti države: država je postala popolnoma neodvisna z neodvisnostjo njene Cerkve. Na kralje držav, katerih cerkvene ustanove so bile podrejene Konstantinoplu, so gledali kot na "vladarje nižjega reda, podrejene vrhovnemu poglavarju pravoslavnega sveta – bizantinskemu cesarju". Pogoji za dosego avtokefalnosti so bili v Srbiji večinoma izpolnjeni. Imela je veliko šolanih menihov, urejeno samostanski življenje in stabilno cerkveno hierarhijo. Za Savo je bilo pomembno, da bi poglavarja Srbske cerkve imenoval Konstantinopel in ne Rim.
15. avgusta 1219 je patriarh Manuel I. Konstantinopelski v Nikeji Savo posvetil v prvega nadškofa Neodvisne srbske cerkve. S podporo nicejskega cesarja Teodorja I. Laskarisa in brez soglasja latinskega konstantinopelskega patriarha je dobil blagoslov  patriarha in celega konstantinopelskega cerkvenega zbora  za vse srbske škofe. V srednjem veku je bila podpora Cerkve pomemben dejavnik za suverenost države ter politične in nacionalne identitete. Cesar in patriarh sta bila navdušena nad tem, da se je srbska politika obrnila proti Konstantinoplu in ne proti Rimu.
Iz Nikeje se je vrnil na Atos, kjer je bogato obdaril več samostanov. Teodozij piše, da je v Hilandarju takole ogovoril samostansko upravo: "Iguman se mora naučiti, da mora biti v vseh pogledih zgled vsem drugim, bratje pa se morajo naučiti, da v božjem strahu poslušajo vse, kar iguman reče". Iz Hilandarja je odpotoval v Solun v samostan Filokal, kjer je ostal nekaj časa kot gost solunskega metropolita Konstantina Mezopotamskega. Z njim sta bila že od mladosti dobra prijetelja. V tem času je prevedel  veliko pravnih dokumentov, potrebnih za njegovo Cerkev.
Po vrnitvi v Srbijo je začel organizirati Srbsko cerkev, predvsem škofije na občutljivi meji z rimskokatoliškim Zahodom. Na zboru v Žiči leta 1219 "je med svojimi učenci izbral boga razumevajoče in bogaboječe može, ki so vladali po nebeških zakonih in izročilu svetih apostolov  in v duhu svetih očetov. Posvetil jih je in imenoval za škofe" (Domencijan). Sava je novoimenovanim škofom izročil pravne knjige in jih poslal v škofije po celi Srbiji. Natančno število novoustanovljenih škofij ni znano.  Pod njegovo upravo so bile škofije Zeta (Zetska),  s sedežem v samostanu nadangela Mihaela na Prevlaki pri Kotorju, Hum (Humska) s sedežem v samostanu Svete matere Božje v Stonu, Dobar Bosna s sedežem v samostanu svetega Nikolaja na Limu, Moravica s sedežem v samostanu svetega Ahilija v Moraviški krajini, Budimlja s sedežem v samostanu sv. Jurija,  Toplica s sedežem v samostanu sv. Nikolaja, Hvosno s sedežem v samostanu sv. Matere Božje v Hvosenski krajini, Žiča s sedežem v Žiči ki je bila hkrati sedež Srbske cerkve, Raška s sedežem v samostanu apostolov Petra in Pavla v Peči, Lipljan s sedežem v Lipljanu in Prizren s sedežem v Prizrenu. Isto leto je objavil tudi prvo srbsko ustavo -  Zakonopravilo ali Nomokanon Svetega Save. Srbija je s tem dosegla politično in versko neodvisnost.
Savino organiziranje škofij je bilo zelo energično, predvsem zato, ker so imele jasen nacionalen značaj. Grškega škofa v Prizrenu, na primer,  je zamenjal s srbskim, kar ni bil samo odraz njegovega bojevitega duha. Sedeži novih škofij so bili zelo skrbno izbrani z namenom, da bi pravoslavje postalo državna vera. Sedež nadškofije v Žiči, nadarbini kralja Stefana, Ras (prestolnica)  in Studenica niso bile daleč od ogrskih meja. Škofija Dabar na Limu   na meji z Bosno je delovala kot pravoslavni element za zatiranje bogumilskega učenja. Škofiji Zeta na Prevlaki, ki je bila izven same Zete, in škofija Hum v Stonu  sta bili na skrajnem robu kraljestva in ustanovljeni očitno zato, da bi se spopadali s Katoliško akcijo, ki se je širila predvsem iz škofij Kotor in Dubrovnik. Pred  tem so bili tudi pravoslavni samostani pod nadzorom katoliške nadškofije Bar. Po Savini reorgnizaciji so se začele spremembe v nasprotno smer. Sava je v tem pogledu deloval skladno in brezobzirno. Bogomilstvo je prepovedal že njegov oče Nemanja, Sava, prepričan atoški latinofob, pa je preprečeval in slabil vplive katolištva. Sava je s svojim zgledom in poučevanjem dvignil tudi splošno kulturno raven svojega naroda, razvil človeške vrednote in smisel za državljanske obveznosti. Srbsko državo pod Nemanjići je fizično ustvaril Nemanja, duhovno pa Sveti Sava.

## Prvo romanje
Po kronanju nečaka Štefana Radoslava, sina Štefana Prvokronanega, je Sava leta 1229 odšel na romanje v Palestino. Obiskal je skoraj vse svete kraje in jih bogato obdaril. Jeruzalemski patriarh Atanazij in drugi cerkveni prelati, predvsem menihi, so ga toplo sprejeli. Na poti domov je obiskal Nikejo in bizantinskega cesarja Ivana Vataca (vladal 1221–1254). V Nikeji je ostal nekaj dni in se nato odpravil na Atos in od tam preko Soluna v Srbijo. V Mar Sabi so mu podarili ikono Triroke Matere Božje (Trojeručica), ikono doječe Matere Božje in pastirsko palico Sabasa (Save) Posvečenega. Darila je poklonil Hilandarju. Po kratkem postanku v Studenici, je na Atosu sklenil  štiri leta dolgo študijsko potovanje v Palestino in na Srednji vzhod.

## Drugo romanje in smrt
Leta 1234 je kralja Radoslava nasledil brat Vladislav. Po kronanju se je Sava odpravil na drugo potovanje v Sveto deželo. Pred tem je za svojega naslednika na čelu Srbske nadškofije  imenoval svojega zvestega učenca Arsenijo Sremca. Domancijan pravi, da je prav njega izbral zaradi videnja in tudi zato, ker je bil "manj zloben in bolj pravičen od drugih, se vedno bal Boga in ubogal njegove zapovedi". Savina  izbira je bila modra in premišljena, ker se je zavedal, da je usoda Srbske cerkve odvisna predvsem od osebnosti njegovega naslednika.
Potovanje je začel v Budvi, od koder je odplul v Brindisi in od tam v Akro. Na poti je doživel več neprijetnih dogodkov, na primer napad piratov na odprtem morju, ki se je srečno končal. V Akri je bil nastanjen v samotanu, posvečenemu sv. Juriju, ki ga je pred tem kupil od Latincev. Od tam je odšel v Jeruzalem v samostan sv. Janeza Apostola. Po daljšem postanku je ponovno obiskal patriarha Atanazija.  Iz Jeruzalema je odpotoval v Aleksandrijo, kjer je obiskal patriarha Nikolaja, s katerim sta si izmenjala darila.
Po obisku svetišč v Egiptu se je vrnil v Jeruzalem in od tam odšel na Sinaj, kjer je preživel postni čas. Po krajšem postanku v Jeruzalemu je odšel v Antiohijo, od tam preko Armenije v Anatolijo in na "Sirsko morje" in od tam z ladjo nazaj v Antiohijo.  Na ladji je zbolel in ni mogel jesti. Po dolgi plovbi iz Antiohije v Konstantinopel se je za nekaj časa ustavil v mestu. Od tam se je sprva nameraval preko Atosa vrniti domov, potem pa se je premislil in se odločil za obisk bolgarske prestolnice Tǎrnovo, kjer ste ga toplo sprejela car Ivan Asen II., tast srbskega kralja Vladislava, in bolgarski patriarh Joakim. Tako kot povsod, je tudi v Bolgariji bogato obdaril cerkve in samostane. Bolgarskemu patriarhatu je podaril slavnostna duhovniška oblačila, zlate knjige, z dragulji in biseri okrašen svečnik in različne posode. V Tǎrnovo je prišel utrujen in bolan.   Spoznal je, da ne bo več dolgo živel, zato je v Srbijo poslal del svojega spremstva z darili in vsem, kar je kupil po poti. Domencijan je zapisal, da je umrl s sobote na nedeljo, najverjetneje 14. januarja (po starem koledarju 27. januarja) 1235.
Sava je bil z vsem spoštovanjem pokopan v cerkvi Štiridesetih mučenikov. Kralj Vladislav je kasneje k svojemu tastu, carju Asenu, poslal dve delegaciji z zahtevo, da se njegove posmrtne ostanke prenese v domovino, vendar mu car tega ni odobril.  Tretjič je sam obiskal svojega tasta in nazadnje dobil dovoljenje, da se relikvija prenese v Srbijo. 6. maja (po starem koledarju 19. maja) 1237 so ga v prisotnosti kralja, nadškofa, škofov, igumanov in številnega plemstva pokopali v samostanu Mileševa. Sava je bil kasneje kanoniziran. Njegove relikvije veljajo za čudodelne. Njegov kult se je ohranil skozi ves srednji vek in osmansko okupacijo.

## Zapuščina in kult
Sveti Sava je zaščitnik srbskega ljudstva: častijo ga kot zaščitnika cerkva, družin, šol in obrtnikov. Njegov praznik častijo tudi Grki, Bolgari, Romuni in Rusi. Velja za očeta srbskega izobraževanja in književnosti. Napisal je Življenje Svetega Simeona (oče Stefan Nemanja), prvi srbski življenjepis svetnika. Dali so mu več častnih nazivov, kot so "Oče" in "razsvetitelj". Srbski narod je na osnovi Savinega verskega kulta ustvaril številne pesmi, pripovedi in legende o njegovem življenju, delu, zaslugah, dobroti, poštenosti in modrosti. Po Dimitriju Bogdanoviću "so njegove relikvije postale tema političnega kulta in žarišče osvobodilne misli, nevarne za tujo (osmansko) vladavino. Njegove relikvije so bile zato sežgane, nepokorščina ljudstva pa s tem ni izginila." Srbska pravoslavna cerkev ga časti 27. januarja (po starem koledarju 14. januarja). 

### Biografije
Prvo kratko biografijo Svetega Save je napisal  njegov naslednik, nadškog Arsenije. Transkript je ohranjen v rokopisu na pergamentu iz  13. ali 14. stoletja. Atoški menih Domencijan (okoli 1210-po 1264) je napisal  Življenje sv. Save leta 1253 in ga podaril srbskemu kralju Štefanu Urošu I. (vladal 1243–1276). Ta biografija opisuje Savino življenje od rojstva do njegovega pogreba  v Tǎrnovem.  Teodozij  (1246–1328), tudi atoški menih, je napisal Življenje sv. Save v Hilandarju na koncu 13. stoletja. Njegova biografija temelji na Domencijanovi, vendar je toplejša in vsebuje elemente biografij svetnikov. Teodozijev opis dogodkov daje vtis romana, vendar ne izkrivlja zgodovinskega poteka dogodkov. Katoliški škof Ivan Mrnavić, sodobnik srbskega patriarha Pajsija, je v Rimu leta 1630–1631 objavil biografijo sv. Save, ki vsebuje veliko zgodovinskih netočnosti. Ohranjenih je veliko prepisov Domencijanove biografije in še veliko več prepisov Teodozijeve.

### Relikvije
Prisotnost relikvij sv. Save v Srbiji je imela cerkveno-verski in politični pomen, zlasti v osmanskem obdobju. Leta 1377 je bil v prisotnosti Savinih relikvij za kralja kronan bosanski ban Tvrtko I. Kotromanić. Leta 1448 se je humski vojvoda Stefan Vukčić Kosača  začel predstavljati  kot  "herzog (vojvoda) sv. Save". Savin kult je združeval vse južnoslovanske narode, zlasti pravoslavne Srbe, medtem ko je bil njegov grob romarsko mesto tudi za katolike in muslimane. Tuja pisca  Jean Sesno (1547) in Catherine Zen (1550) sta zapisala, da so muslimani spoštovali grobnico sv. Save in se ga bali. Benedicto Ramberti (1553) je zapisal, da so Turki in Judje samostanu Mileševa dali več miloščine kot Srbi.

#### Sežig relikvij
Ko so se Srbi v Banatu leta 1594 uprli  Turkom, so na svojih vojnih zastavah upodobili sv. Savo. Turki so se zato maščevali  s sežigom relikvij sv. Save na griču Vračar v Beogradu. Kodža Sinan Paša, vrhovni poveljnik turške vojske, je ukazal, da se relikvije iz Mileševa prenesejo v Beograd, kjer so jih 27. prila sežgali. Menih Nićifor iz samostana Fenek je zapisal, da je sežigu sledilo "silovito nasilje proti duhovščini in opustošenje samostanov".  Turki so si prizadevali simbolično in fizično  zatreti srbsko željo po svobodi,  ki je postajala vse bolj očitna. Dogodek je sprožil povečanje uporniške dejavnosti vse do popolnega zatrtja upora leta 1595.  Savina leva  roka naj bi se ohranila in je zdaj v samostanu Mileševa.
V bližini kraja, kjer so bile Savine relikvije sežgane, so leta 1930 začeli graditi cerkev, ki je bila dokončana leta 2004. Cerkev Svetega Save je ena od največjih cerkva na svetu.

### Cerkve, posvečene Svetemu Savi
Svetemu Savi je posvečenih veliko cerkva. Prvo mu je že na začetku 14. stoletja posvetil srbski nadškof Nikodim I. (služboval 1316–1324). Helena Bolgarska, žena carja Stefana Dušana (vladal  1331–1355), je na vrhu stolpa v Kariesu postavila kapelo, posvečeno sv. Simeonu in sv. Savi. Njima je posvečena tudi ena od cerkva v samostanu Pantelejmon in cerkev v Solunu. Savi je posvečenih veliko cerkva v Srbiji, Bosni in Hercegovini, Hrvaški, Črni gori in v srbskih izseljenskih skupnostih. 

### Upodobitve
V Srbiji ni skoraj nobene cerkve, ki ne bi imela podobe Svetega Save. Najpogosteje je upodobljen kot arhierej ali skupaj z očetom, sv. Simeonom. Najpomembneše Savine freske so v samostanih Studenica, Mileševa, Peć,  Morača,  Arilje,  Sopoćani, Dečani, Hilandar, Bogorodica Ljeviška, Psača, Lesnovo, Markov samostan, Matejić, Nagoričano, Nikita, Andrijaš, Bela Crkva, Baljevac, Pavlica, Ljubostinja, Resava, Koporin, Prohor Pčinjski, Rudenica, Blagoveštenje in sv. Nikolaj v Ovčarju, Ježevica, Poganovo in drugih. V Dečanih, Peći in Orahovici je upodobljen z dinastijo Nemanjić.
Prenos njegovih relikvij je upodobljen v cerkvi samostana Gradac in samostanu Peć. V slednjem je tudi prizor, na katerem Sava imenuje svojega naslednika Arsenija. V cerkvi sv. Jurija v samostanu Peć je upodobljen Savin zbor. Ikonograf Georgije Mitrofanović je naslikal dogodke iz Življenja sv. Save v obednici samostana Hilandar. "Srbska čudodelca" Sava in Simeon v Zboru nadangelov v Moskovskem. V kapeli samostana Rila v Bolgariji je upodobljeno Življenje sv. Save v osmih prizorih, v samostanu sv. Pantelejmona na Atosu pa je upodobljen kot menih.
Skupaj s sv. Simeonom je podobljen na ikoni iz 14. stoletja, ki jo hrani Narodni muzej Srbije v Beogradu. Druga je v Narodnem muzeju  umetnosti Romunije v Bukarešti. Oba sta upodobljena na nekaj deset ikonah v Hilandarju, v samostanih Lepavina in Krka in na triptihu v Orahovici. Na ikoni v Morači je razen na prizorih iz njegovega življenja upodobljen tudi s sv. Simeonom, knezom Štefanom in sv. Cirilom Filozofom.
Grafične ilustracije sv. Save so v starih srbskih tiskanih knjigah: Trioade (1566), Zbornik Jakova iz Kamene Reke (1566) in Sabornik Božidarja Vukovića (1546), v katerem je prikazan skupaj s sv. Simeonom.   Pomembne upodobitve so tudi na bakrorezih. Enega od njih je izdelal Zaharija Orfelin (1726–1785).  V Hilandarju sta tudi dva lesoreza sv. Save in sv. Simeona, ki držita ikono Triroke Matere Božje.  Lik sv. Save je ja številnih liturgičnih kovinskih in tekstilnih predmetih, iluminacijah, rokopisih in tiskanih knjigah.

### Pesništvo
Me srbske pesmi, ki opevajo Svetega Savo, spadajo Pod ikono Svetega Save in Solze Svetega Save  Jovana Jovanovića Zmaja (1833–1904), Sveti Sava in Srbkinjica Vojislava Ilića (1860–1894), Svetemu Savi  Milorada Popovića Šapčanina (1841–1895), Pred ikono Svetega Save,  Pepel Svetega Save in  Sveti Sava na golgoti Alekse Šantića (1868–1924),  Sveti Sava Vojislava Ilića mlajšega (1877–1944), Prosvetitelj Sava, Besede Svetega Save in Pesem Svetemu Savi Nikolaja Velimirovića (1881–1956), Sveti Sava Milana Petrovića (1902–1963), Potovanje Svetega Save Vaska Popa  (1922–1991),  Svetemu Savi  Momčila Tešića, Savin monolog Desanke Maksimović (1898–1993), Zgodba o Svetem Savi  Matije Bećkoviča (1939-), Uspavanka Miće Jelića Grnovića in druge.

## Savina književna dela
Najstarejši Savini deli, Karejski in Hilandarski tipik, sta bili posvečeni urejanju asketskega in meniškega življenju v samostanih. Obe deli bolj kot v književnost  spadata na področje cerkvene zakonodaje. V obeh so opazne značilnosti Savinega jezika in sloga,  zlasti v odstavkih, v katerih so njegove razlage ali samostojni dodatki.
- Karejski tipik je bil napisan za karejsko samostansko celico leta 1199. V osnovi je prevod standardnega grškega asketskega tipika in postal model za tipike srbskih samostanov izven Atosa [41]

- Hilandarski tipik je bil napisan za samostan Hilandar leta 1199. Sestavljen je bil kot prevod in priredba uvodnega dela grškega evergetskega tipika iz Konstantinopola. Sava je uporabil  le nekatere dele izvirnika in jim dodal različne svoje predpise, prilagojene potrebam Hilandarja. On in njegov oče sta bila donatorja evergetskega samostana v  Konstantinoplu in tam bivala na svojih potovanjih v Konstantinopel. Red in način življenja v tem samostanu jima je bil očitno všeč. Hilandarski tipik, ki vsebuje predpise za duhovno življenje samostana in organizacijo različnih služb samostanske skupnosti,[42] je postal zgled za tipike drugih srbskih samostanov, na primer za Studeniški tipik, ki ga je Sava napisal leta 1208.[43]

- Nomokanon (srbsko Zakonopravilo)  ali Krmčija je bil najverjetneje napisan v Solunu leta 1220, ko se je Sava vrnil iz Nikeje, in urejal organizacijo nove, avtokefalne Srbske cerkve. Je zbirka civilnega prava in cerkvenih kanonov in razlag znanih bizantinskih kanonistov.  Na njegovi osnovi so bili pisani vsi kasnejši srbski zakoniki, vključno z Dušanovim zakonikom.[44] Z Nomokanonom, ki je temeljil na bizantinskem pravu, je Srbija že na začetku 13. stoletja dobila trden pravni red in postala pravna država, v kateri gojili bogato grško-rimsko dediščino. Sava je iz Srbije naredil državo, primerljivo z drugimi evropskimi in sredozemskimi državami.[45]

- Ustav za držanje Psaltira spada med Savine liturgične spise. Predpisi so prevedeni iz grščine in bili, kot morda tudi Nomokanon, napisani na Savino pobudo in pod njegovim vodstvom in nadzorom.[46]

V Hilandarski tipik je Sava vključil kratko hagiografijo sv. Simeona (Štefana Nemanje) od njegovega prihoda v Hilandar do njegove smrti. Napisana je bil takoj po Simeonovi smrti leta 1199 ali 1200. Njegovo bolj dodelano hahiografijo je napisal v uvodu v Studeniški tipik (1208). Slednja je napisana kot ktitorska hagiografija ustanovitelja samostana Studenica po pravilih bizantinske književnosti. Biografije svetnikov so bile ena od glavnih literarnih zvrsti v Bizantinskem cesarstvu. Savino delo je osredotočeno skoraj izključno na Simeonovo meniško življenje. Med posvetnimi biografskimi podatki je omenjeno samo to, da se je odrekel prestolu in oblasti in se odločil za Božje kraljestvo.  Jezik je enostaven in neposreden, brez odvečne retorike. Milan Kašanin zanjo pravi, da "nobena stara (srbska) biografija ni tako nepompozna in neretorična in tako topla in humana kot Nemanjeva".
Ohranjenih je samo nekaj rokopisov Svetega Save.  Razen prepisa Karejskega tipika, ki ga hrani samostan Hilandar, se ni ohranilo nobeno izvirno besedilo. Izvirnik Hilandarske listine (1198) se je izgubil v prvi svetovni vojni.
Sveti Sava se šteje za ustanovitelja neodvisne srbske srednjeveške književnosti.

## Donator
Sava Sava je ustanavljal in obnavljal cerkve in samostane, kjerkoli se je ustavil. V samostanu Vatoped je že pred očetovim prihodom (1197) ustanovil tri kapele (paraklisi). Samostan je pokril s svinčeno streho in veljal za drugega ktitorja, ki je samostanu podaril tudi dragocene cerkvene umetniške predmete. Z očetom sta bila velika druga ktitorja samostanov Iviron in Velika lavra in cerkva v Kariesu. Za Savo in Simeona je bil najpomembnejši Hilandar. Sava je zatem ustanovil celico v Kariesu in leta 1199 postal ktitor treh atoških samostanov: Karakala, Ksiropotama in Filoteja. Leta 1197 je veliko doniral samostanu Svete matere Božje v Konstantinoplu in samostanu Filokalu v Solunu.
Po vrnitvi v Srbijo leta 1206 je nadaljeval svoje delo. Poslikal je cerkev Matere Božje v Studenici in ustanovil dva puščavniška domova blizu Studenice. Njego najpomembnejše  arhitekturno delo je Dom svetega Odrešenika, imenovan Žiča, v katerem je bil prvi sedež Srbske nadškofije.  V Peći je zgradil cerkev Svetih apostolov, vključen pa je bil tudi v gradnjo samostana Mileševa. V Palestini je na Gori Sinaj ustanovil samostan sv. Janeza Apostola kot zavetišče za srbske romarje. Več samostanom v Palestini, Solunu in zlasti Hilandarju je daroval tudi zlato. Njegova ktitorska dejavnost je bila odraz njegove globoke pobožnosti in  iskrene pripadnosti krščanskim idealom.